# 金承禾
金承禾（韓語：김승화，1993年7月14日—），韓國女演員。

## 影視作品

### 電視劇
| 年份 | 電視台    | 劇名               | 角色               | 備註     |
| 2021 | JTBC      | 《雪降花》         |                    |          |
| 2022 | Apple TV+ | 《柏青哥》         |                    |          |
| 2022 | Netflix   | 《黑暗榮耀》       | 崔惠程的乘務員後輩 | [ 1 ]    |
| 2023 | tvN       | 《九尾狐傳1938》   | 宥淇               | [ 2 ]    |
| 2024 | Disney+   | 《首爾破笑組》     | 南英恩             | [ 3 ]    |
| 2024 | SBS       | 《來自地獄的法官》 | 鄭主恩             | 特別出演 |

### 電影
| 年份 | 劇名                 | 角色         | 備註           |
| 2019 | 《Discipline》       |              |                |
| 2020 | 《讓頭腦變好的影片》 |              | 短篇電影       |
| 2021 | 《CENTAUR》          |              | 短篇電影       |
| 2021 | 《分手隔離》         | 恩智         | 短篇電影       |
| 2021 | 《Action Hero》      | 車教授       |                |
| 2021 | 《AI. Her》          | 智英         |                |
| 2021 | 《短途巴士離別行》   | 動物醫院護士 | 單元劇《節育》 |
| 2022 | 《還有，家》         | 秀珍         | 短篇電影       |
| 2024 | 《煉獄》             | 宥莉         | 短篇電影       |

### 舞台劇
| 年份 | 劇名               | 備註   |
| 2014 | 《Les Miserables》 | 音樂劇 |
| 2015 | 《IVANOV》         | 話劇   |
| 2015 | 《老實說》         | 話劇   |
| 2016 | 《I Love You》     | 音樂劇 |
| 2016 | 《MEDIA》          | 話劇   |
| 2018 | 《雞蛋的所有面貌》 | 話劇   |
| 2020 | 《戀愛播放列表》   | 話劇   |

## 外部連結
- 金承禾的Instagram帳戶
- 金承禾在NAVER上的资料
- 金承禾在Daum上的资料
- 金承禾在韩国电影数据库（KMDb）上的資料（韓語）
- 金承禾在互联网电影资料库（IMDb）上的資料（英文）
- 金承禾在HanCinema的頁面（英文）（英文）